# 剥隘镇
剥隘镇，是中华人民共和国云南省文山壮族苗族自治州富宁县下辖的一个乡镇级行政单位。

## 行政区划
剥隘镇下辖以下地区：
剥隘街道社区、剥隘村、那长村、那良村、百洋村、板达村、者宁村和甲村。